# بهاق منقط
البهاق المنقط (بالفرنسية: Vitiligo ponctué)‏ هو مرض جلدي وحالة غير معتادة من البهاق، تمتاز هذا الحالة ببقع متفرقة صغيرة، بينما يبقى بقية الجلد طبيعيا.